# محله هوایی دلاویر
محله هوایی دلاویر (به انگلیسی: Delaware Airpark) یک فرودگاه همگانی بهره‌برداری هوایی است که یک باند فرود آسفالت دارد و طول باند آن ۱۰۹۲ متر است. این فرودگاه در شهر دوور کشور ایالات متحده آمریکا قرار دارد و در ارتفاع ۱۷ متری از سطح دریا واقع شده‌است.